# Jeffrey Marc Monforton
Jeffrey Marc Monforton (5 de maio de 1963) é um bispo americano da Igreja Católica que serve como bispo auxiliar na Arquidiocese de Detroit desde 2023. Anteriormente, ele foi bispo de Steubenville de 2012 a 2023.

## Biografia

### Vida pregressa
Jeffrey Monforton nasceu em 5 de maio de 1963, em Detroit , Michigan . Ele é filho de Marc Louis e Virginia Rose (Ackerman) Monforton, e é o mais velho de três filhos. Monforton recebeu sua educação inicial na Tinkham Elementary School e na John Marshall Junior High School em Westland, Michigan . Ele se formou na Wayne Memorial High School em Wayne, Michigan. Monforton então frequentou a Wayne State University em Detroit.
Depois de decidir entrar para o sacerdócio, Monforton matriculou-se no Seminário Maior do Sagrado Coração em Detroit. Ele recebeu o título de Bacharel em Filosofia do Sagrado Coração em 1989. Ele então frequentou o Pontifical North American College e a Pontifícia Universidade Gregoriana em Roma, obtendo o título de Bacharel em Teologia Sagrada em 1992 e depois a Licenciatura em Teologia Sagrada.

### Sacerdócio
Em 25 de junho de 1994, Monforton foi ordenado sacerdote pela Arquidiocese de Detroit pelo Cardeal Adam Maida na Catedral do Santíssimo Sacramento em Detroit.
Após sua ordenação em 1994, a arquidiocese designou Monforton como pastor associado no Santuário Nacional da Paróquia Little Flower em Royal Oak, Michigan. Ele também ensinou religião na escola secundária da paróquia por dois anos. Em 1998, Maida nomeou Monforton como seu secretário sacerdotal em 1998. Ele também foi nomeado membro do corpo docente do Seminário do Sagrado Coração em 2002. Mais tarde, ele receberia o título de Doutor em Teologia Sagrada pela Universidade Gregoriana.
Monforton viajou com Maida em 2005 para Roma para a missa fúnebre do Papa João Paulo II e a eleição do Papa Bento XVI . Mais tarde naquele ano, Monforton deixou Little Flower e sua posição como secretário sacerdotal para se tornar pastor da Paróquia de Santa Teresa de Lisieux em Shelby Township, Michigan . Bento XVI nomeou Monforton capelão de sua santidade , com o título de monsenhor em 2005. Em 2006, Maida o nomeou reitor do Seminário do Sagrado Coração, servindo lá até 2012.
Monforton juntou-se ao conselho de administração da Universidade Madonna em Livonia, Michigan, em 2006 e serviu como visitador apostólico da Congregação para a Educação Católica durante o ano acadêmico de 2005 a 2006.

### Bispo de Steubenville

Brasão de armas como Bispo de Steubenville

Em 3 de julho de 2012, Monforton foi nomeado bispo da Diocese de Steubenville pelo Papa Bento XVI. Sua consagração episcopal ocorreu na Finnigan Field House da Universidade Franciscana de Steubenville Steubenville em 10 de setembro de 2012. O arcebispo Dennis Schnurr foi o prelado consagrante, com Maida e o arcebispo Allen Vigneron servindo como co-consagradores.
Desde 2012, Monforton atua no Subcomitê de Ajuda à Igreja na Europa Central e Oriental da Conferência dos Bispos dos Estados Unidos (USCCB) ; em 2019, foi nomeado presidente do subcomitê.. Em 2012, Morforton tornou-se membro do conselho da Pontifícia América do Norte, juntamente com um membro de seu Comitê de Desenvolvimento. Em 2013, Monforton anunciou planos para renovar a Catedral do Santo Nome em Steubenville.
Em 2017, a diocese embarcou em um ano de reconsagração ao Imaculado Coração de Maria , padroeira da diocese. A diocese formou uma força-tarefa ad hoc de 18 pessoas para verificar as atuais necessidades pastorais da diocese. A força-tarefa compartilhou sua pesquisa com os padres e paroquianos.
Em maio de 2018, a diocese descobriu que o departamento financeiro estava alocando incorretamente fundos dos contracheques dos funcionários desde 2004. Monforton iniciou uma auditoria forense das finanças diocesanas que remonta a 2004. Como resultado, a diocese foi forçada a pagar US$ 3,5 milhões em impostos aos funcionários. A crise financeira forçou Montforton a suspender as obras na Catedral do Santo Nome.Após medidas de austeridade, a diocese equilibrou sua situação financeira. Monsenhor Kurt Kemo, vigário geral da diocese, foi forçado a renunciar aos seus cargos diocesanos; em 2021, ele se declarou culpado de furto qualificado , tendo roubado mais de US$ 289.000 da diocese para seu consumo pessoal.
Em 2019, Monforton se tornou membro do Comitê de Coleções Nacionais da Conferência dos Bispos Católicos dos EUA (USCCB). Após uma solicitação da Catholic Relief Services , Monforton visitou o Iraque em 2019 para avaliar suas necessidades.
Após o assassinato de George Floyd em Minneapolis em 2020, Monforton divulgou esta declaração:
“A morte horrível e indesculpável do Sr. George Floyd é uma prova indiscutível de que o câncer do racismo continua a permear nossa sociedade. Qualquer discriminação contra nossos irmãos e irmãs, especialmente o preconceito racial, é um vírus ativo que envenena o sangue vital de qualquer comunidade e sociedade. Juntos, enquanto vivenciamos a indignação resultante da morte do Sr. Floyd, devemos enfrentar a tragédia da injustiça racial." 
Monforton foi eleito em 2020 como membro dos comitês de Assuntos Ecumênicos e Inter-religiosos e Evangelização e Catequese da Conferência dos Bispos Católicos dos Estados Unidos.
Em janeiro de 2021, Monforton e a diocese foram processados por US$ 1 milhão por uma mulher de Glouster, Ohio , em relação ao abuso sexual do reverendo Henry Foxhoven. A mulher disse que Foxhoven a engravidou em 2017, quando ela era uma jovem adolescente que frequentava sua igreja. O processo também declarou que uma declaração juramentada para um mandado de prisão de 2018 declarou que Foxhaven disse a Monforton que ele havia se envolvido "sexualmente com um membro juvenil de sua congregação e que ela estava grávida". Em 14 de abril de 2021, o juiz indeferiu a diocese do processo, deixando Monforton como réu. Ele e o autor chegaram a um acordo em julho de 2022.

### Bispo Auxiliar de Detroit
Em setembro de 2023, o Papa Francisco nomeou Monforton como bispo auxiliar de Detroit e bispo titular de Centuria. Ele foi empossado em 7 de novembro de 2023.